# Gouvernement as-Suwais
As-Suwais (arabisch محافظة السويس Muhāfazat as-Suwais, DMG Muḥāfaẓat as-Suwais, ägyptisch-Arabisch Muḥāfẓet El Suweis), auch Sues oder Suez, ist ein Gouvernement in Ägypten mit 510.935 Einwohnern. Es liegt in der Sueskanal-Zone.
Es grenzt im Norden an das Gouvernement al-Ismaʿiliyya, im Osten an die Gouvernements Schimal Sina und Dschanub Sina, im Süden an das Gouvernement al-Bahr al-ahmar und im Westen an die Gouvernements al-Qahira und al-Dschiza. Das Verwaltungszentrum ist Sues.